# عديمات الجدار
عديمات الجدار (الاسم العلمي: Tenericutes) هي شعبة من البكتيريا.

## التصنيف
- عديمات الجدار
  - الرخصيات